# ادیان میان‌رودان باستان

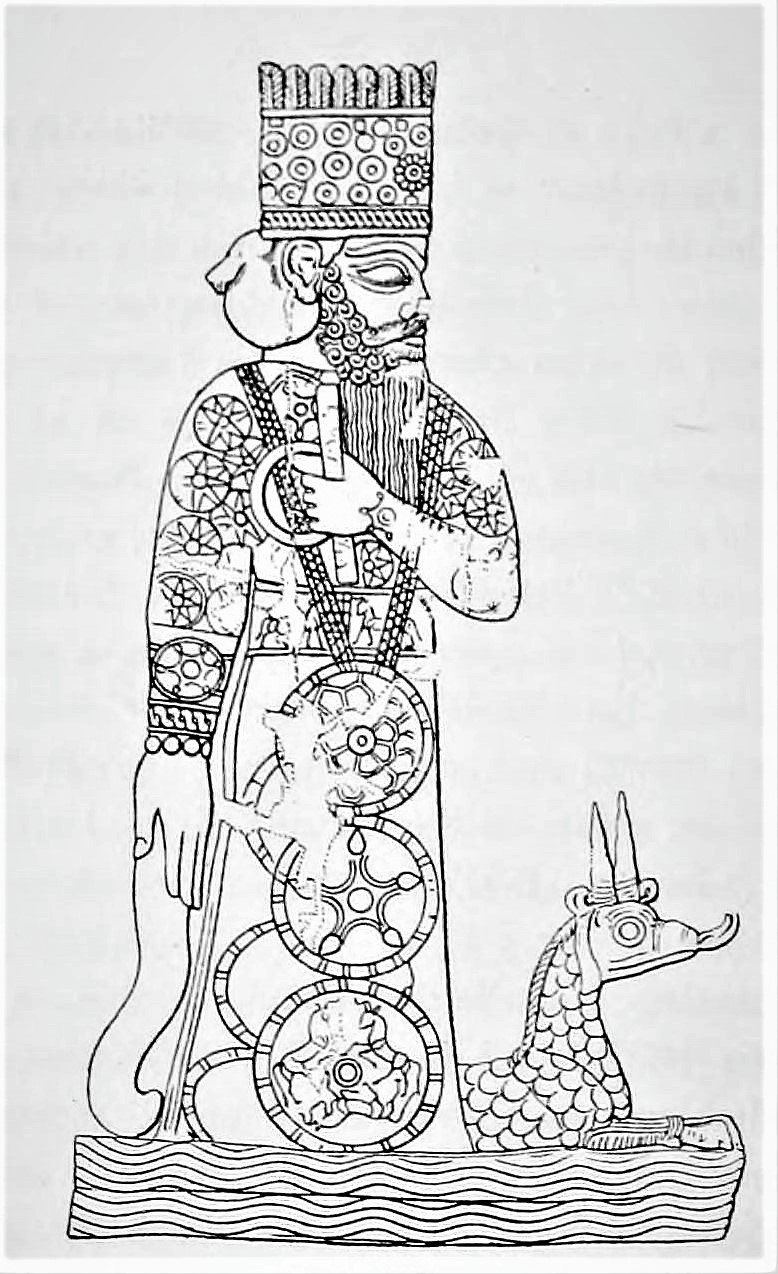
ایزد مردوک و اژدهای او موشخوشو (Mušḫuššu)

ادیان میانرودان اشاره به باورها و اعمال دینی تمدن‌های میانرودان (بین‌النهرین) باستان، به ویژه سومر، اکد، آشور و بابل بین سال‌های ۳۵۰۰ پیش از میلاد تا ۴۰۰ بعد از میلاد دارد. پس از این سال (۴۰۰ میلادی) آنها تا حد زیادی جای خود را به مسیحیت سریانی دادند. توسعه مذهبی میانرودان و فرهنگ میانرودان به‌طور کلی، به ویژه در جنوب، تحت تأثیر مهاجرت مردم مختلف به داخل و در سراسر منطقه قرار نگرفت. بلکه دین میانرودان یک سنت سازگار و منسجم بود که با نیازهای داخلی پیروان آن در طول هزاران سال توسعه، سازگار شد.
قدمت اولیه تفکر دینی میانرودان به اواسط هزاره چهارم پیش از میلاد مسیح برمی‌گردد و پرستش نیروهای طبیعی را به عنوان تأمین کننده رزق شامل می‌شد. در هزاره سوم پیش از میلاد مسیح اشیاء عبادت شخصی‌سازی شده و به مجموعه‌ای گسترده از خدایان با کارکردهای خاص تبدیل شدند. آخرین مراحل شرک میانرودان، که در هزاره‌های دوم و یکم پیش از میلاد توسعه یافت، بر دین شخصی تأکید بیشتری کرد و خدایان را در یک سلسله مراتب سلطنتی قرار داده و خدای ملی سرپرست مجموعه خدایان بود. دین میانرودان سرانجام با گسترش ادیان ایرانی در طول شاهنشاهی هخامنشی و همچنین مسیحی شدن میانرودان در قرون ابتدایی میلادی افول کرد.

## تاریخ

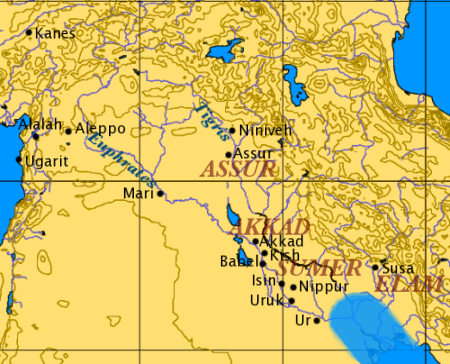
نقشه کلی میانرودان باستان

در هزاره چهارم پیش از میلاد، اولین شواهد برای آنچه که به عنوان ادیان میانرودان به رسمیت شناخته می‌شود را می‌توان با اختراع خط (نوشتن) در میانرودان در حدود ۳۵۰۰ پیش از میلاد مشاهده کرد.
مردم میانرودان در اصل شامل دو گروه بودند:
۱.اکدی زبانان سامی شرقی
 (که بعدها به آشوری‌ها و بابل تبدیل شدند) و مردم سومر که به سومری، که یک زبان تک‌خانواده بود، صحبت می‌کردند. این اقوام اعضای دولت‌شهر‌های مختلف و پادشاهی‌های کوچک بودند. سومری‌ها اولین اسناد را به جای گذاشتند و گمان می‌رود که بنیانگذاران تمدن دوره عبید (۶۵۰۰ تا ۳۸۰۰ پیش از میلاد) در میانرودان شمالی بوده‌اند. تا زمان‌های تاریخی آنها در جنوب میانرودان، که به سومر (و بعدها بابل) معروف بود، اقامت داشته و تأثیر قابل توجهی بر گویشوران اکدی و فرهنگ آنها داشتند. اعتقاد بر این است که اکدی‌زبانان سامی‌تبار در زمانی بین سال‌های ۳۵۰۰ تا ۳۰۰۰ پیش از میلاد وارد منطقه شده‌اند، زیرا نام‌های اکدی برای اولین بار در قرن ۲۹ پیش از میلاد در لیست سلطنتی این ایالت‌ها ظاهر شد.
سومری‌ها پیشرفته بودند: همچنین اختراع خط، اشکال اولیه ریاضیات، وسایل نقلیه اولیه (چرخ/ارابه)، ستاره‌شناسی، طالع بینی، نوشتن قوانین مدنی، سازماندهی شده پزشکی، پیشرفته کشاورزی و معماری، و تقویم از اختراعات آنان است. آنها اولین دولت‌شهر‌ها مانند اوروک، اور، لاگاش، ایسن، کیش، اوما، اریدو، اداب، آکشاک، سیپار، نیپور و لارسا را ایجاد کردند که بر هر یک از آنها یک انسی حکومت کردند. با این حال، سومریان تا زمان ظهور امپراتوری اکدی تحت فرمان سارگون اکدی در حدود ۲۳۳۵ پیش از میلاد، که همه میانرودان را زیر فرمان یک فرمانروا متحد کرد، نیروی غالب بودند.
بین فرهنگ‌ها و خدایان سومری و اکدی تلفیق‌گرایی افزایش یافت، زیرا اکدی‌ها معمولاً ترجیح می‌دادند تعداد کمتری از خدایان را پرستش کنند، اما آنها را به مقامات قدرتمندتری ارتقاء می‌دادند. حدود ۲۳۳۵ پیش از میلاد سارگون اکدی تمام میانرودان را فتح کرد، ساکنان آن را در اولین امپراتوری جهان متحد کرد و سلطه خود را در ایران، شام، آناتولی، کنعان و شبه جزیره عربستان گسترش داد. امپراتوری اکد دو قرن دوام آورد و قبل از فروپاشی به دلیل افول اقتصادی، درگیری‌های داخلی و حملات مردم گوتیان از شمال شرق به شمال ضعیف گشته بود.
پس از احیای کوتاه مدت سومری‌ها با سلسله سوم اور یا امپراتوری نو سومر، میانرودان به تعدادی از ایالت‌های اکد تجزیه شد. در شمال آشور در طول قرن ۲۵ پیش از میلاد تکامل یافته بود و در حدود ۲۱۰۰ پیش از میلاد در دوره آشوری کهن و جنوب میانرودان به تعدادی از پادشاهی‌ها تقسیم شد، که بزرگترین آنها ایسن، لارسا و اشنونا بود.
در سال ۱۸۹۴ پیش از میلاد، دولت‌شهر اولیه بابل در جنوب با حمله اموریان سامی غربی تأسیس شد. این دولت‌شهر در طول تاریخ خود به ندرت توسط سلسله‌های بومی اداره می‌شد.
مدتی پس از این دوره، سومری‌ها ناپدید شدند و به‌طور کامل جذب جمعیت اکدی‌زبان شدند.
پادشاهان مستقل آشوری از اواخر قرن ۲۵ پیش از میلاد ثبت شده‌اند و بر میانرودان شمالی و بخش‌هایی از شرق آناتولی و شمال شرقی سوریه تسلط داشته‌اند.
حدود سال ۱۷۵۰ پیش از میلاد، فرمانروای اموری‌تبار بابل، پادشاه حمورابی، بسیاری از مناطق میانرودان را فتح کرد، اما این امپراتوری پس از مرگ وی فروپاشید و بابل به حالت کوچکی که در بدو تأسیس بود، تبدیل شد. سلسله اموریان در سال ۱۵۹۵ پیش از میلاد پس از حملات مردم کوه‌نشین معروف به کاسی‌ها از کوه‌های زاگرس که بیش از ۵۰۰ سال بر بابل حکومت کردند، ساقط شد.
آشور که از قرن بیستم تا هجدهم پیش از میلاد با عنوان دوره آشوری کهن پیش از ظهور حمورابی قدرت اصلی در منطقه بوده‌است، بار دیگر با امپراتوری آشور میانه (۱۳۹ض تا ۱۰۵۰ پیش از میلاد) به یک قدرت اصلی تبدیل شد. آشور ،هیتی‌ها و میتانی را شکست داد و قدرت فزاینده آن ،پادشاهی نوین مصر را مجبور به عقب‌نشینی از خاور نزدیک کرد. امپراتوری آشور میانه در اوج خود از قفقاز تا بحرین امروزی و از قبرس تا غرب ایران امتداد داشت.
امپراتوری آشوری نو (۹۱۱–۶۰۵ پیش از میلاد) غالب‌ترین قدرت روی زمین و بزرگترین قدرت جهان بود که بین قرن ۱۰ پیش از میلاد و اواخر قرن ۷ پیش از میلاد دیده شده بود با امپراتوری که از قبرس در غرب تا مرکز ایران در شرق و از قفقاز در شمال تا نوبیا، مصر و شبه جزیره عربستان در جنوب امتداد یافته بود، تسهیل در گسترش فرهنگ و مذهب میانرودان تحت فرمان امپراتورانی مانند آشوربانی پال، توکولتی-نینورتای دوم، تیگلات-پیلسر سوم، شلمنسر چهارم، سارگون دوم، سنخریب و اسرحدون را فراهم آورده بود. در طول امپراتوری نو آشوری، زبان آرامی به عنوان زبان میانجی در امپراتوری و همچنین میانرودان پذیرفته شد. آخرین سوابق مکتوب به زبان اکدی متون نجومی مربوط به سال ۷۸ میلادی است که در آشور کشف شد.
این امپراتوری بین ۶۱۲ تا ۵۹۹ پیش از میلاد پس از یک دوره جنگ داخلی داخلی شدید در آشور که به زودی به بابل گسترش یافت سقوط کرد و میانرودان را در هرج و مرج قرار داد. سپس آشور ضعیف‌شده در معرض حملات ائتلافی از رعایای سابق خود، شامل بابلی‌ها، کلدانی‌ها، مادها، سکاها ،پارس‌ها، ساگارتی‌ها و کیمری‌ها در ۶۱۶ پیش از میلاد قرار گرفت. این نیروها توسط نبوپلسر از بابل و هوخشتره از ماد و پارس رهبری می‌شدند. آشور و نینوا در ۶۱۲ پیش از میلاد تصرف و منهدم شدند، حران در ۶۰۸ پیش از میلاد، کارکمیش در ۶۰۵ پیش از میلاد سقوط کرد و آثار نهایی حکومت امپراتوری آشور از دور-کاتلیمو (Dur-Katlimmu) تا ۵۹۹ پیش از میلاد ناپدید شد.
بابل در اواخر دوران قدرت و نفوذ شکوفایی کوتاهی داشت، در ابتدا تحت سلسله کلدانی، که بخش اعظمی از امپراتوری را که قبلاً توسط خویشاوندان شمالی آنها تحت سلطه بود، تصاحب کرد. با این حال، آخرین پادشاه بابل، نبونعید که تباری آشوری داشت، توجه چندانی به سیاست نداشت و ترجیح می‌داد سین خدای ماه بابلیان را بپرستد و حکومت روزمره را به پسرش بلشاصر واگذار کند. این موضوع و این واقعیت که پارس‌ها و مادها در شرق اکنون که قدرت آشوری که قرن‌ها آنها را در عصر رعیت نگه داشته بود) از بین رفته بود در حال افزایش قدرت بودند، ناقوس مرگ برای آخرین قدرت بومی میانرودان باستان بود امپراتوری هخامنشی در [۵۳۹ پیش از میلاد] امپراتوری بابل نو را فتح کرد، پس از آن کلدانیان از تاریخ ناپدید شدند، اگرچه مردم، فرهنگ و مذهب میانرودان پس از آن همچنان به استقامت خود ادامه دادند.

### تأثیر اعتقادات مذهبی آشوری بر ساختار سیاسی آن
مانند بسیاری از ملل در تاریخ میانرودان، آشور در اصل تا حد زیادی الیگارشی بود تا پادشاهی. تصور می‌شد که اقتدار با «شهر» است و موجودیت سیاسی دارای سه مرکز اصلی قدرت بود - مجمع بزرگان، یک فرمانروای موروثی و نام‌بخش (لیمو (اپونیم آشوری)). حاکم، ریاست مجلس را بر عهده داشت و تصمیمات خود را اجرا می‌کرد. وی با اصطلاح معمول اکدی برای "پادشاه"، "šarrum" "مورد اشاره قرار نمی‌گرفت. این عنوان در عوض برای خدای حامی شهر  آشور، که حاکم کاهن اعظم وی بود، محفوظ بود. خود حاکم فقط به عنوان "مباشر آشور" تعیین می‌شد (iššiak Assur), که آن اصطلاح وام گرفته شده از کلمه "ensí" سومری است. سومین مرکز قدرت، یکنام‌بخش (لیمو (اپونیم آشوری) / limmum) بود، که نام سال را همانند اپونیم آرخون و کنسول روم در اروپای دوران قدیم گذاشت. او سالانه توسط قرعه کشی انتخاب می‌شد و مسئول مدیریت اقتصادی شهر بود که شامل قدرت بازداشت افراد و مصادره اموال می‌شد. نهاد همنام و فرمول "iššiak Assur" به عنوان آثار تشریفاتی این سیستم اولیه در طول تاریخ پادشاهی آشوری باقی ماند.

#### دین در امپراتوری نو آشوری
مذهب امپراتوری آشوری نو حول محور پادشاه آشور به عنوان پادشاه سرزمین‌های آنها نیز متمرکز بود. با این حال، پادشاهی در آن زمان بسیار نزدیک با ایده حکم الهی بود. پادشاه آشور، در حالی که خود خدا نبود، به عنوان خادم اصلی خدای بزرگ آشور، آشور شناخته شد. به این ترتیب ک، قدرت پادشاه مطلق تلقی می‌شد تا زمانی که کاهن اعظم به مردم اطمینان می‌داد که خدایان، یا در مورد آشوریان هنوتئیسمی، خدا، از حاکم فعلی راضی هستند. برای آشوری‌هایی که در آشور و سرزمین‌های اطراف زندگی می‌کردند، این سیستم یک قاعده بود. با این حال، برای مردم فتح شده، این امر بدیعی بود، به ویژه برای مردم دولت‌شهرهای کوچکتر. با گذشت زمان، آشور از خدای محلی آشور به حاکمیت قلمروی وسیع آشوریان ارتقا یافت که از قفقاز و ارمنستان در شمال به مصر، نوبیا و شبه جزیره عربستان در جنوب و از قبرس و شرق دریای مدیترانه در غرب تا مرکز ایران در گسترش بود. آشور، خدای حامی شهر آشور از اواخر عصر برنز، در رقابت دائمی با خدای حامی بابل، مردوک بود. عبادت به نام وی در سرزمین‌های تحت تسلط آشوریان انجام شد. با پرستش آشور در قسمت اعظم هلال حاصلخیز، پادشاه آشور می‌تواند به وفاداری همکاران خود در آشور فرمان دهد.

### تاریخ بعدی میانرودان
در سال ۵۳۹ پیش از میلاد، میانرودان توسط کوروش بزرگ فتح شد و سپس توسط شاهنشاهی هخامنشی (۵۳۹–۳۳۲ پیش از میلاد) اداره شد. این امر بیش از ۳۰۰۰ سال سلطه اقوام سامی زبان میانرودان بر خاور نزدیک را به پایان رساند. پارس‌ها فرهنگ بومی، مذهب، مردمان آشور و بابل را حفظ کردند و در آن دخالت نکردند (به عنوان موجودیت) (اگرچه کلده و کلدانیان ناپدید شدند) و آشور به اندازه کافی قوی بود که شورش‌های بزرگی را علیه هخامنشیان در ۵۲۲ و ۴۸۲ پیش از میلاد برپا کند. در این دوره زبان سریانی و خط سریانی در آشور تکامل یافت و قرن‌ها بعد وسیله‌ای برای گسترش مسیحیت سریانی در شرق نزدیک شد.
سپس، دو قرن بعد در ۳۳۰ پیش از میلاد، امپراتور مقدونیه اسکندر مقدونی ایرانیان را سرنگون کرد و میانرودان را تحت کنترل خود درآورد. پس از مرگ اسکندر هلنیستی با نفوذ امپراتوری سلوکی به این منطقه وارد شد. آشور و بابل بعدها استان‌های تحت شاهنشاهی اشکانی (آشوریه هخامنشی و استان بابل)، روم (استان آشور) و امپراتوری ساسانی (استان آسورستان) تقسیم شدند. بابل به عنوان یک موجودیت در زمان امپراتوری اشکانی منحل شد، اگرچه آشور به عنوان یک نهاد ژئو-سیاسی تا قرن هفتم میلادی و فتوحات اسلامی اعراب دوام داشت.
در طول امپراتوری اشکانی بین قرن دوم پیش از میلاد تا قرن چهارم میلادی در آشور احیاء بزرگی در آشور (معروف به آشوریه هخامنشی و آشورستان) رخ داد. معابد بار دیگر به نام خدایانی مانند آشور، سین، شمش، ادد و ایشتار در ایالات مستقل امپراتوری آشوری نو مانند آشور، آدیابن، اسروئن، بیت گارمه، هترا و بیت نوهادرا برپا شد.
با مسیحی شدن میانرودان در قرن یکم میلادی، کشورهای مستقل آشوری آدیابن، اسروئن، آشور، هاترا، بیت نوهادرا و بیت گارمه عمدتاً توسط افرادی که معتقد به شکل‌های متفاوتی از مسیحیت کلیسای ارتدکس شرقی شامل آیین کلیسای شرق و کلیسای ارتدکس سریانی و همچنین یهودیت بودند اداره می‌شد. بخش‌های گنوسیسم مانند صابئیسم و مندائیسم کنونی نیز محبوب شدند، هرچند ادیان بومی هنوز در کنار این ادیان جدید توحیدی در بین مردم بومی وجود داشتند. خدایانی مانند آشور و سین هنوز تا قرن چهارم میلادی در آشور مورد پرستش قرار می‌گرفتند. در قرن سوم میلادی، دین بومی میانرودان دیگری شکوفا شد، به نام مانویت، که شامل عناصری از مسیحیت، یهودیت، بودیسم و زرتشت و همچنین عناصر محلی میانرودان بود.